# Sárosd, Fejér
Sárosd  este un sat în districtul Székesfehérvár, județul Fejér, Ungaria, având o populație de 3.363 de locuitori (2011). 

## Demografie
Componența etnică a satului Sárosd
     Maghiari (90,63%)
     Romi (8,08%)
     Necunoscut (0,22%)
     Alții (1,08%)
Componența confesională a satului Sárosd
     Romano-catolici (49,54%)
     Fără religie (16,03%)
     Reformați (5,06%)
     Necunoscută (27,8%)
     Alte religii (2,08%)
Conform recensământului din 2011, satul Sárosd avea 3.363 de locuitori. Din punct de vedere etnic, majoritatea locuitorilor (90,63%) erau maghiari, cu o minoritate de romi (8,08%). Apartenența etnică nu este cunoscută în cazul a 0,22% din locuitori. Nu există o religie majoritară, locuitorii fiind romano-catolici (49,54%), persoane fără religie (16,03%) și reformați (5,06%). Pentru 27,8% din locuitori nu este cunoscută apartenența confesională.